# College Football Championship Game 2016
Match précédent Match suivant
Le College Football Championship Game 2016 presented by AT&T est un match de football américain de niveau universitaire d'après saison régulière dont les droits de sponsoring du nom sont détenus par la société AT&T organisé par la NCAA.
Ce match constitue la finale nationale du Championnat NCAA de football américain 2015 de la Division 1 FBS et est donc l'apothéose de la saison 2015 de football américain universitaire.
Il s'agit de la 2e édition du College Football Championship Game du College Football Playoff remplaçant le BCS National Championship Game.
Le match s'est joué le lundi 11 janvier 2016 et a débuté à 8:33 p.m. (ET) (soit le mardi 12 janvier 2016 à 02:33 heures françaises) et a été retransmis en télévision par ESPN et ESPN Deportes. Il a rassemblé 23,6 millions de spectateurs soit une diminution de 29 % par rapport au match de 2015 (qui en avait rassemblé 33,4 millions),.
Le #2 Crimson Tide de l'Alabama a remporté le match 45 à 40 contre les #1 Tigers de Clemson.

## Le stade[3]
L'annonce du choix du stade dénommé University of Phoenix Stadium situé à Glendale en Arizona pour la finale est faite en décembre 2013 en même temps que l'annonce du choix du Raymond James Stadium de Tampa en Floride pour l'édition de 2017. Le Comité d'organisation de l'Arizona , co-présidé par Brad Wright et Win Holden, sera l'hôte du match.
Avec son toit et sa pelouse rétractables, l’University of Phoenix Stadium est une enceinte unique en Amérique du Nord.
Construit en 3 ans et livré en 2006, il se situe à Glendale (Arizona), à 16 km de Phoenix. C’est depuis 9 ans le stade qu’occupent les Cardinals de l’Arizona (équipe de NFL).
Le design extérieur est né de la vision de l’architecte Peter Eisenman et du cabinet HOK Sport. La forme basique de ce design, composé de panneaux verticaux laissant passer la lumière, a été librement inspiré d’un Barrel Cactus, espèce de cactus la plus répandue dans cette partie du désert Sonora. Le stade comporte un toit rétractable constitué de deux larges panneaux qui peuvent recouvrir l’intégralité du terrain.
Mais ce qui rend unique cette enceinte, c’est indiscutablement sa pelouse naturelle qui pousse à l’extérieur du stade pour profiter d’un ensoleillement optimal. Déposée sur un plancher roulant, elle est déplacée dans le stade les jours de match par de petits moteurs électriques permettant ainsi d’organiser de multiples événements autre que le football sans avoir à refaire le gazon à chaque fois.
Sa capacité est de 63 400 places pour les matchs NFL de saison régulière et de 72 200 places pour les événements importants comme le Super Bowl et le Fiesta Bowl.
On y retrouve pas moins de 88 loges luxueuses sur deux étages, 7 000 places en loges corporatives avec accès à un Lounge et 154 places réservées pour les médias.
Le BCS National Championship Game de 2011, qui avait vu s’affronter les Ducks d’Oregon et les Tigers d’Auburn, détient toujours le record de spectateurs avec 78 603 spectateurs.
À noter que l’University of Phoenix Stadium n’est pas partagée par la franchise NFL et l’Université de Phoenix, établissement d’enseignement supérieur privé, qui a seulement acheté le droit de dénomination de ce stade mais qui n’a pas de programme sportif actuellement.

## Les équipes
Les équipes participant à la finale seront les deux gagnants des demi finales du CFP soit les gagnants de l'Orange Bowl 2015 et du Cotton Bowl 2015.
Il s'agit de la 16e rencontre entre ces deux équipes, la dernière ayant eu lieu le 30 août 2008 (victoire lors du premier match de la saison régulière d'Alabama sur le score de 34 à 10). Le Crimson Tide comptabilise 12 victoires contre 3 pour les Tigers.

### Crimson Tide de l'Alabama
Le Crimson Tide de l'Alabama termine 1er de la West Division de la Southeastern Conference, avec un bilan en division de 7 victoires et 1 défaite (battu à domicile par les Rebels d'Ole Miss au mois de septembre). Ils terminent la saison régulière avec 11 victoires et 1 défaites et remportent la finale de la SEC contre Florida 29 à 15.
À l'issue de la saison régulière 2015, ils seront classés #2 aux classements CFP, AP et Coaches.
L'équipe gagne le Cotton Bowl 2015 sur le score de 38 à 0 contre les spartans de Michigan State et se qualifie pour leur 1er finale de College Football Playoff. La saison précédente l'équipe avait été battue en 1/2 finale, 42 à 35, lors du Sugar Bowl 2015 disputé contre les Buckeyes d'Ohio State.

#### Les joueurs clés
- RB Derrick Henry
  - Vainqueur du trophée Heisman 2015.
  - Vainqueur du trophée Maxwell 2015.
  - Nommé de manière consensuelle dans la 1re équipe All-American en 2015.
  - Nommé meilleur joueur de la conférence SEC en 2015.
  - 1er au niveau national avec 2 061 yards et 25 TDs.
  - 2e de la conférence SEC et au niveau national avec une moyenne de 147,2 yards au sol par match.
  - Nouveau recordman de la conférence SEC pour le nombre de yards au sol réussis en une saison.

- LB Reggie Ragland
  - Nommé Meilleur joueur défensif de la conférence SEC en 2015.
  - Capitaine de la meilleure défense contre la course au niveau national en 2015.
  - 97 plaquages en 2015.
  - 6.5 plaquages pour perte.
  - 2,5 sacks en 2015.

- DL A’Shawn Robinson
  - Nommé dans la 1re équipe All-American en 2015.
  - 43 plaquages en 2015.
  - 7.5 plaquages pour perte en 2015.
  - 3,5 sacks en 2015.
  - 10 pressions sur le quarterback, 2 passes défendues, 1 fumble récupéré et 1 PAT bloqué.
  - Leader d’une défense du Crimson Tide d’Alabama qui a réussi 46 sacks en 2015 (1er au niveau national).

#### Les absents/blessés
Blessés :
- WR Chris Black (cheville)
- WR Robert Foster (épaule)

Suspendu :
- DB Tony Brown

### Tigers de Clemson
Avec un bilan global en saison régulière de 13 victoires sans défaite (8 victoires en matchs de conférence), Clemson remporte l'Atlantic Coast Conference. C'est le seul programme de FBS à avoir terminé la saison régulière invaincu.
À l'issue de la saison régulière 2015, ils seront classés #1 aux classements CFP, AP et Coaches
Ils gagnent l'Orange Bowl 2015, 37 à 17 contre les Sooners de l'Oklahoma et se qualifient pour la finale du CFP pour la première fois de leur histoire.

#### Les joueurs clés
- QB Deshaun Watson
  - Nommé de manière consensuelle dans la 1re équipe All-American en 2015.
  - Sélectionné dans la 1re équipe All-ACC et nommé Meilleur joueur de l’année dans la conférence ACC en 2015.
  - Meilleur passeur de la conférence ACC en 2015 (3 699 yards).
  - 1er de la conférence ACC pour le nombre de TD réussis à la passe en 2015 : 31.
  - 1er de la conférence ACC pour l’efficacité à la passe en 2015 : 155,9.
  - 1 302 yards au sol et 12 TDs en 2015.

- WR Artavis Scott
  - Nommé dans l’équipe All-ACC en 2015.
  - 1er des Tigers de Clemson et 4e de la conférence ACC en 2015 avec 868 yards sur réception.
  - 5 TD en 2015.
  - 86,7 yards toute catégorie en moyenne par match.

- DE Shaq Lawson
  - Nommé de manière consensuelle dans la 1re équipe All-American en 2015.
  - Sélectionné dans la 1re équipe All-ACC et a terminé #2 dans le vote du Meilleur joueur défensif de l’année dans la conférence ACC en 2015.
  - 2e de la conférence ACC et #3 au niveau national en 2015 pour le nombre de plaquage pour perte en moyenne par match (1.7).
  - 1er des Tigers de Clemson en 2015 avec un total de 10,5 sacks.

#### Les absents/blessés
Blessés : 
- WR Mike Williams
- S Korrin Wiggins.

Participation peu probable à la suite d'une blessure : 
DE Shaq Lawson (10,5 sacks)
Suspendus : 
- WR Deon Cain (582 yds, 5 TDs)
- PK Ammon Lakip
- TE Jay Jay McCullough

## Résumé du match
| Équipes | Conférences | Entraîneurs  | Statistiques avant la finale |
| --- | ----------- | ------------ | ---------------------------- |
| #2 Crimson Tide de l'Alabama | SEC         | Nick Saban   | 13-1                         |
| #1 Tigers de Clemson | ACC         | Dabo Swinney | 14-0                         |
| Arbitre : Terry Leyden (Pac-12) Équipe donnée favorite par les bookmakers : Alabama par 6 ¹⁄₂ points Conditions météorologiques : joué en indoors Début du match à 18:33 pm heure locale, fin à 22:18 pm pour une durée de match de 03:45 heures. |             |              |                              |

| QT                           | Temps                        | Drive                        | Drive                        | Drive                        | Équipe                       | Description de l'action | Score | Score |
|                              |                              | Jeux                         | Yards                        | TDP                          |                              | | ALA   | CLEM  |
| 1                            | 07:55                        | 3                            | 59                           | 00:55                        | ALA                          | TD par RB Derrick Henry à la suite d'une course de 50 yards + 1 point de conversion par kicker Adam Griffith                                     | 7     | 0     |
| 1                            | 05:18                        | 6                            | 59                           | 02:37                        | CLEM                         | TD de 31 yards par WR Hunter Renfrow à la suite d'une réception de passe de QB Deshaun Watson + 1 point de conversion par kicker Greg Huegel     | 7     | 7     |
| 1                            | 00:00                        | 7                            | 73                           | 02:17                        | CLEM                         | TD de 11 yards par WR Hunter Renfrow à la suite d'une réception de passe de QB Deshaun Watson + 1 point de conversion par kicker Greg Huegel     | 7     | 14    |
| 2                            | 09:35                        | 7                            | 42                           | 02:23                        | ALA                          | TD par RB Derrick Henry à la suite d'une course de 1 yard + 1 point de conversion par kicker Adam Griffith                                       | 14    | 14    |
| 3                            | 12:53                        | 3                            | 64                           | 00:53                        | ALA                          | TD de 53 yards par TE O.J. Howard à la suite d'une réception de passe de QB Jake Coker + 1 point de conversion par kicker Adam Griffith          | 21    | 14    |
| 3                            | 10:10                        | 9                            | 55                           | 02:43                        | CLEM                         | FG de 37 yards par kicker Greg Huegel | 21    | 17    |
| 3                            | 04:48                        | 9                            | 60                           | 03:38                        | CLEM                         | TD par RB Wayne Gallman à la suite d'une course de 1 yard + 1 point de conversion par kicker Greg Huegel kick good                               | 21    | 24    |
| 4                            | 10:34                        | 8                            | 64                           | 02:33                        | ALA                          | FG de 33 yards par kicker Adam Griffith | 24    | 24    |
| 4                            | 09:45                        | 2                            | 50                           | 00:49                        | ALA                          | TD de 51 yards par TE O.J. Howard à la suite d'une réception de passe de QB Jake Coker + 1 point de conversion par kicker Adam Griffith          | 31    | 24    |
| 4                            | 07:47                        | 6                            | 61                           | 01:58                        | CLEM                         | FG de 31 yards par kicker Greg Huegel | 31    | 27    |
| 4                            | 07:31                        | -                            | -                            | -                            | ALA                          | TD à la suite d'un retour de coup de pied de 95 yards RB Kenyan Drake + 1 point de conversion par kicker Adam Griffith                           | 38    | 27    |
| 4                            | 04:40                        | 8                            | 75                           | 02:51                        | CLEM                         | TD de 15 yards par WR Artavis Scott à la suite d'une réception de passe de QB Deshaun Watson mais la conversion à 2 points via une course échoue | 38    | 33    |
| 4                            | 01:07                        | 8                            | 75                           | 03:33                        | ALA                          | TD par RB Derrick Henry à la suite d'une course de 1 yard + 1 point de conversion par kicker Adam Griffith                                       | 45    | 33    |
| 4                            | 00:12                        | 6                            | 68                           | 00:55                        | CLEM                         | TD de 24 yards par TE Jordan Leggett à la suite d'une réception de passe de QB Deshaun Watson + 1 point de conversion par kicker Greg Huegel     | 45    | 40    |
| "TDP" = temps de possession. | "TDP" = temps de possession. | "TDP" = temps de possession. | "TDP" = temps de possession. | "TDP" = temps de possession. | "TDP" = temps de possession. | "TDP" = temps de possession. | 45    | 40    |

## Statistiques
| Statistiques par Équipes               |                        |                        |
| Statistiques                           | ALA                    | CLEM                   |
| 1er downs                              | 18                     | 31                     |
| Conversion de 3e Down                  | 9/18                   | 6/14                   |
| Conversion de 4e Down                  | 0/0                    | 0/0                    |
| Jeux–yards                             | 71 jeux pour 473 yards | 85 jeux pour 550 yards |
| Yards à la course                      | 138                    | 145                    |
| Yards à la passe                       | 335                    | 405                    |
| Passes : Réussies-Tentées-Interceptées | 16/25, 0 Int.          | 30/47, 1 Int.          |
| Réussite en zone rouge/chances         | 3/3                    | 5/5                    |
| TD                                     | 6                      | 5                      |
| Field Goals                            | 1/2                    | 2/3                    |
| Sacks (Nombre-Yards gagnés)            | 2 pour 14 yards gagnés | 5 pour 31 yards gagnés |
| Fumbles (Nombre/Perdus)                | 0/0                    | 2/0                    |
| Pénalités (Nombre/Yards perdus)        | 2/21                   | 4/27                   |
| Temps de possession                    | 30:31                  | 29:29                  |

| Meilleurs Joueurs (MVPs) | Meilleurs Joueurs (MVPs) | Meilleurs Joueurs (MVPs) | Meilleurs Joueurs (MVPs) | Meilleurs Joueurs (MVPs) |
| ------------------------ | ------------------------ | ------------------------ | ------------------------ | ------------------------ |
| Système                  | Nom                      | Équipe                   | Numéros                  | Postes                   |
| Attaque                  | O.J. Howard              | Alabama                  | #88                      | TE                       |
| Défense                  | Eddie Jackson            | Alabama                  | #4                       | SS                       |

| Statistiques Individuelles |                  |                                                |
| Quaterbacks                |                  |                                                |
| ALA                        | Coker, Jake      | 16/25, 335 yards, 2 TDs, 5 sacks subis, 0 Int. |
| CLEM                       | Watson, Deshaun  | 30/47, 405 yards, 4 TDs, 1 Int., 2 sacks subis |
| Meilleurs coureurs         |                  |                                                |
| ALA                        | Henry, Derrick   | 36 courses pour 158 yards, 3 TDs               |
| CLEM                       | Watson, Deshaun  | 20 courses pour 73 yards, 0 TD                 |
| Meilleurs receveurs        |                  |                                                |
| ALA                        | Ridley, Calvin   | 6 réceptions pour 14 yards, 0 TD               |
| CLEM                       | Renfrow, Hunter  | 7 réceptions pour 88 yards et 2 TDs            |
| Meilleurs takleurs         |                  |                                                |
| ALA                        | Matias-Smith, G. | 11 tackles en solo                             |
| CLEM                       | T.J. Green       | 6 tackles en solo et 5 assistes                |